# Sevê Evin Çiçek
Pour les articles homonymes, voir Çiçek.
Sevê Evin Çiçek, née le 31 mars 1961 à İmranlı en Turquie, plus connue comme Evin Çiçek, est une journaliste, chercheuse, auteure, poétesse et défenseuse des droits de l’homme kurdo-suissesse.

## Biographie

### Lieu de naissance
Sevê Evin Çiçek née en 1961 à Kamilava-Maciran-Çît (İmranlı en turc) dans la région de Koçgiri. Depuis la formation de la république de Turquie la région de Koçgiri est partagé entre les provinces de Sivas, Tunceli, Erzincan et Gümüşhane. Son hameau natal, Çimen (nom kurde signifiant plateau), appartient à la tribu de Mılan et forme avec les hameaux de Arçaylan, Çomeldin, Moxindi et Ekreg le village de Yoncabayırı. Le village se trouve sur les pentes du mont Çengelli. Cette montagne, qui culmine à 2 596 mètres, est habitée originellement par une population kurde aux coutumes animistes et mazdéistes qui la considère comme sacrée.

### Éducation
Sevê Evin Çiçek commence l’école primaire dans son village natal et dès sa deuxième année sa famille s’installe à Istanbul où elle continue sa scolarité auprès de l’école primaire Kılıç Ali Paşa dans le quartier d’Ortaköy pour la terminer à l’école primaire de Oruçgazi dans le quartier de Aksaray. Elle poursuit en 1974 sa scolarité à l’école secondaire du lycée pour filles de Cibali et termine son lycée dans la même institution en 1980. L’année suivante elle s’inscrit à la faculté de Sciences Economiques et Administratives de l’Université de Marmara d’où elle sort diplômée en administration publique en 1985. Diplômée, elle perfectionne ses connaissances linguistiques pendant une année en suivant des cours d’anglais. Ayant quitté la Turquie en 1993, elle a suivi également des cours auprès de l’Université de Fribourg (Suisse). Elle parle couramment le kurde, le turc et le français et a de solides bases d’italien et anglais.

### Situation familiale
Mariée en 1983 et mère de deux enfants, elle vit séparée depuis 1993 et divorce en 1996.

## Engagement Politique

### Expériences professionnelles

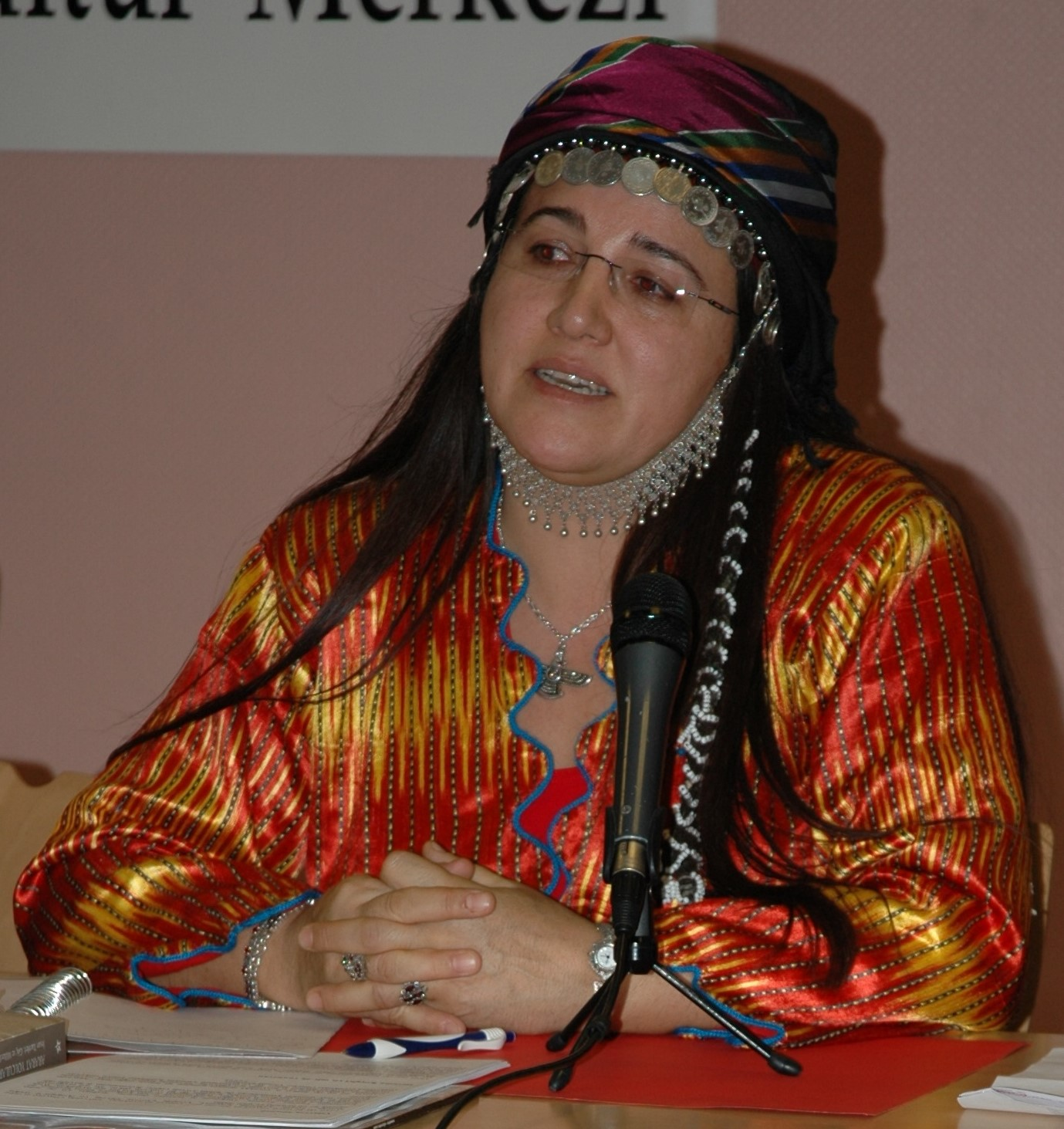
Sevê Evin Çiçek, in 2005.

Issue d’une famille ouvrière d'origine paysanne, Sevê Evin Çiçek travaille dans un atelier de couture après son baccalauréat. Elle continue de travailler également durant ses études universitaires dans différents domaines et une fois ses études achevées elle commence une carrière de journaliste en 1988. Son premier article traite de « La vallée des bouchers de Siirt ». Elle poursuit sa carrière comme journaliste, chercheuse et auteure.

### Débuts en politique
Sevê Evin Çiçek commence à s’intéresser à la politique pendant ses années d’écolière à l’école secondaire ; elle est l’une des nombreuses victimes en Turquie du coup d’État militaire du 12 septembre 1980. Elle est mise en garde à vue lors du procès du groupe KAWA du 9 février 1981 (mouvement politique pour l’indépendance du Kurdistan). Après avoir subi pendant deux mois des tortures dans un centre destiné à cet effet elle est mise en prison. Elle est emprisonnée à la caserne militaire de Selimiye et est transférée à la prison de Metris une fois la construction de celle-ci terminée. Elle est remise en liberté en septembre 19815. Dès 1986 elle vit à Siirt où elle participe aux directions du Parti du Travail Populaire (HEP - Halkın Emek Partisi) et du Parti Démocratique (DEP - Demokrasi Partisi).

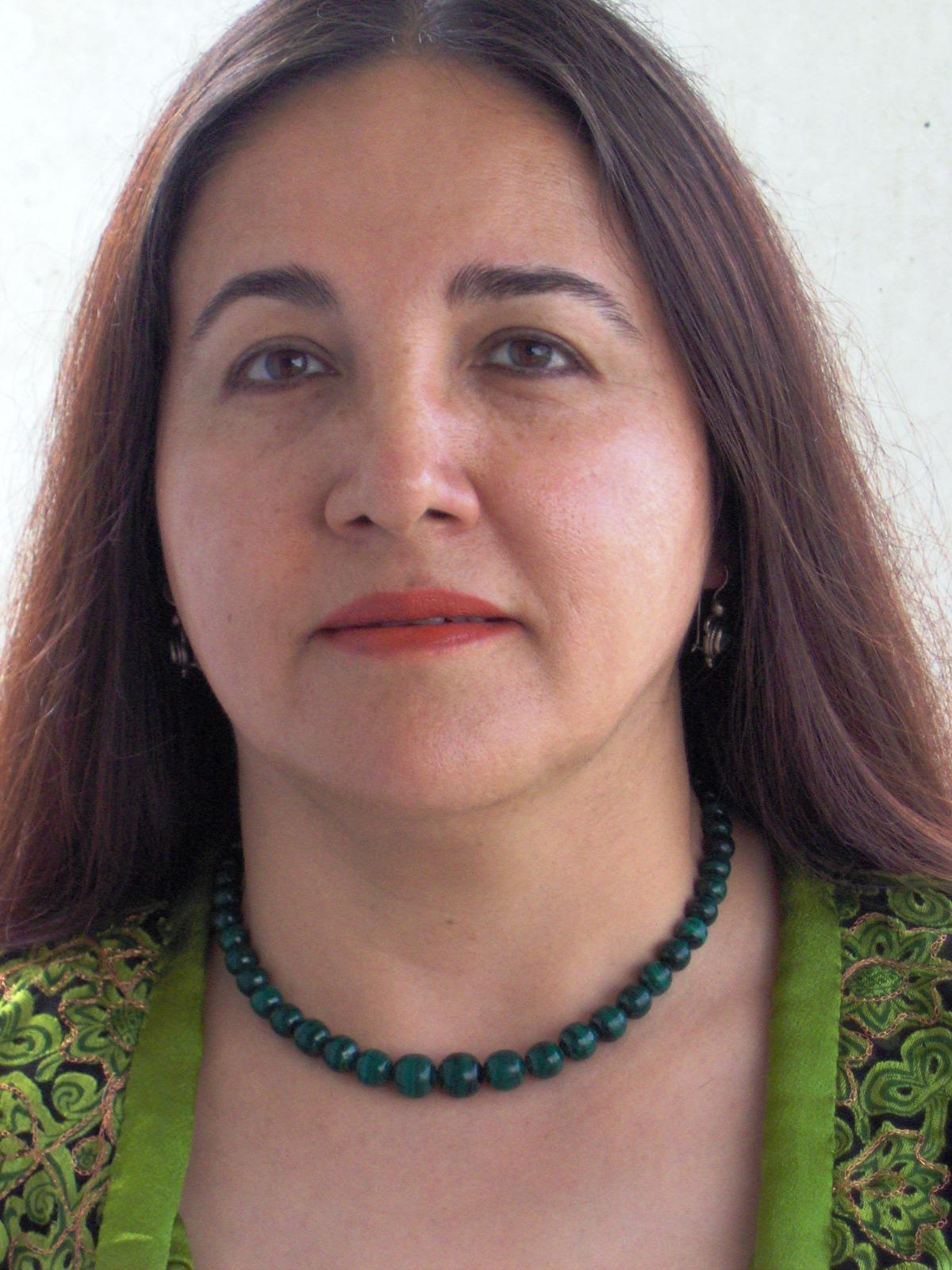
Evin Çiçek

### Défenseuse des droits de l’homme
En 1988 Sevê Evin Çiçek est l’une des membres fondateurs à Siirt de la branche locale de l’Association des Droits de l’Homme et elle est responsable de cette branche à partir de 1990. La même année elle reçoit le prix Human Rights Watch pour les droits de l’homme.

### Exil
En 1993 Sevê Evin Çiçek se rend pour une durée de trois mois dans le Kurdistan irakien dans un camp du PKK (Partiya Karkeran Kurdistan en kurde, Parti des Travailleurs du Kurdistan en français) se trouvant au village de Zele (village situé entre Souleimaniye et la frontière Irak-Iran) afin de mener une recherche sur « la guerre et l’homme » et « la loi au sein du PKK ». Ayant connaissance de son voyage à Zele un tribunal d’Ankara commence à recueillir des preuves afin de l’inculper au motif de soutien à une entreprise terroriste. Afin d’éviter une seconde garde à vue et un emprisonnement de plusieurs années Sevê Evin Çiçek quitte la Turquie en novembre 1993 pour déposer une demande d’asile politique en Suisse. Après de nombreuses années de résidence au Tessin et à Fribourg elle entreprend des démarches afin d'être naturalisée et acquiert la nationalité helvétique en 2008.
En dépit de la distance qui la sépare de son pays natal et n'ayant plus foulé le sol du Proche-Orient depuis son exil, elle s'intéresse toujours activement à l'actualité politique kurde qu'elle commente comme lors de l'entrevue qu'elle accorde en septembre 2017 à la station de radio kurde basée à Moscou Ria Taza au sujet du référendum de 2017 sur l'indépendance du Kurdistan irakien.

## Critique littéraire et Censure
Malgré son exil et les difficultés rencontrées en tant que réfugiée, elle publie ses recherches dans différents livres. Ses ouvrages traitent notamment du conflit kurde au Moyen-Orient, de l'exil et du féminisme dans la société kurde. Présentant directement un grand nombre de témoignages variés, ses publications se font l'écho de la condition kurde contemporaine. Si les premières publications se font en Suède, les suivantes seront directement publiés en Turquie. Ses livres y sont interdits de publication, censurés et son éditeur est condamné par le tribunal de Beyoğlu à quinze mois de prison.

Elle publie également Le cri des souvenirs, un recueil de poèmes en trois tomes. La poésie qu'elle compose se distingue par ses caractéristiques de poésie narrative et poésie engagée, attributs dus à son vécu et son militantisme. Si ses recherches étaient rédigées en turc, sa poésie est quant à elle écrite en kurde. Elle définit cette position comme une revendication claire ; rédiger en kurde afin de préserver le lien de la culture et de l'identité kurde avec la population kurde. Elle explique ainsi ce choix, facteur d’indépendance d'une population pour une société égalitaire:
« Ziman nebe, helbest nabe. Di serî de helbest bi dev e. [...] Zimanê min qedexe ye. Bi wê ve girêdayî helbest jî qedexe ye. [...] Ji bo Kurdan azadî tune. Helbestvanê/a Kurd azad nîne. Dewleta ku azadiya jinê negire berçav, kevneperestiya berê diparêze, xwedî dike. Ya ku zimanê me diparêze û dide fêr (hîn) kirin, jin e. Ya ku bi recmê (di bin barana keviran de) tê kuştin ziman e, jina Kurd e. Bi kuştina jinê, ziman jî li holê tê rakirin. »
— Sevê Evin Çiçek, Sevê Evin Çiçek, Interview of November 30, 2005, from Pen-Kurd.org 

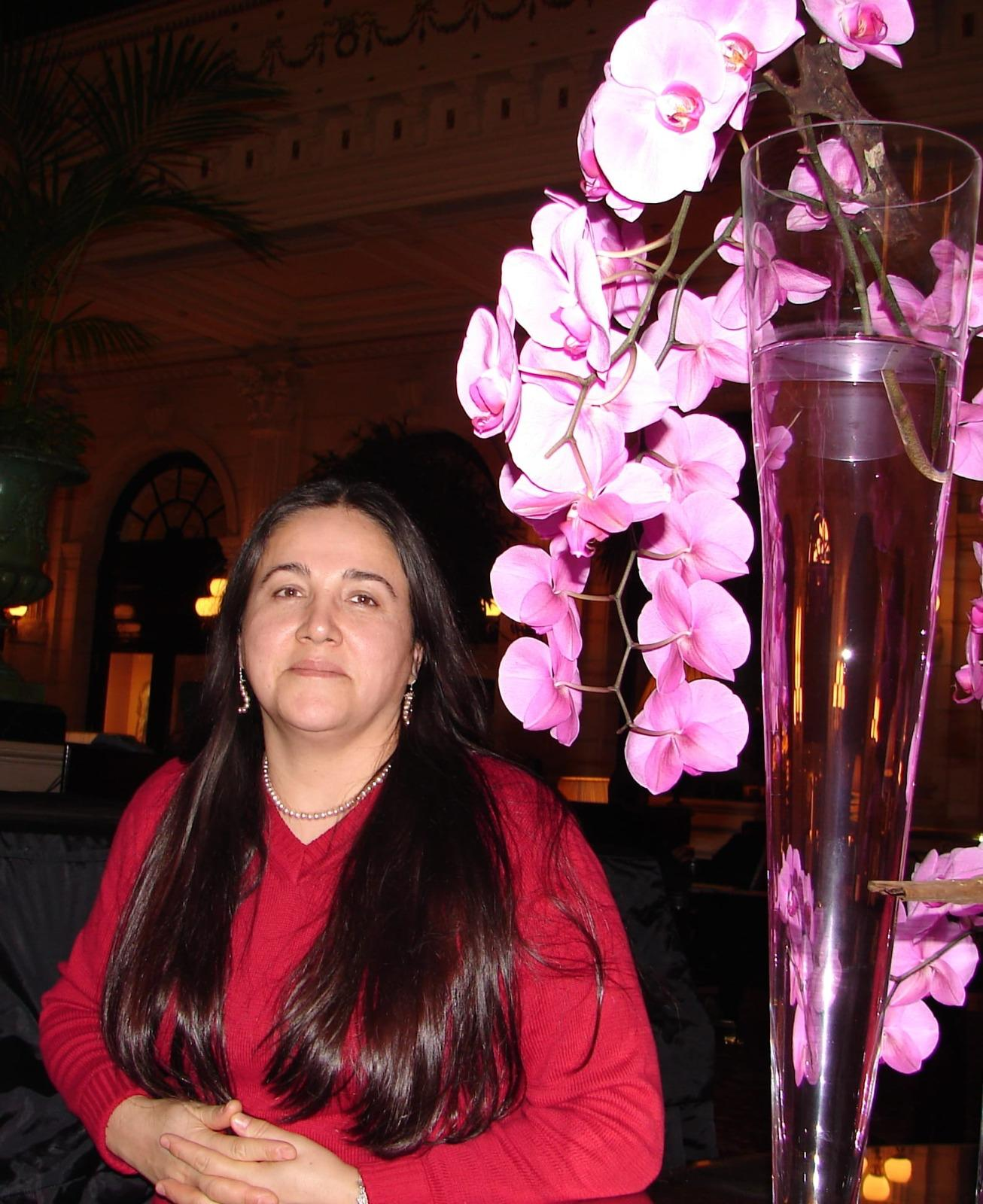
Evin Çiçek

« S'il n'y a pas de langue, il n'y a pas de poésie. La poésie commence au seuil des lèvres. [...] Ma langue est interdite. Dès lors la poésie l'est aussi. [...] Il n'y a pas de liberté pour les kurdes. Les poètes et poétesses kurdes ne sont pas libres. L'état qui ne protège pas ses femmes nourrit le conservatisme d'antan. Celle qui protège notre langue et l'enseigne est la femme. Celle qui meurt par lapidation est la langue, la femme. Par l'assassinat de la femme la langue est arrachée à la société. 
English 
"Without a language, there is no poetry. Poetry begins at the edge of the lips. [...] My language is forbidden. Therefore, poetry is also forbidden. [...] There is no freedom for the Kurds. Kurdish poets are not free. The state that does not protect its women preserves the conservatism of the past. The one who protects our language and teaches it is the woman. The one who is killed by stoning is the language, the woman. With the murder of the woman, the language is also torn from society." »
— Sevê Evin Çiçek, Interview of November 30, 2005, from Pen-Kurd.org

## Œuvres
Sevê Evin Çiçek est membre de Pen a Kurd, branche du PEN club international. Outre une quantité importante d’articles publiés elle a également rédigé différents livres. Hormis ses poèmes rédigés en kurde, tous ses ouvrages sont initialement publiés en turc. Au 1er janvier 2024, il n'y a pas d'édition en français de ses œuvres.
Les différents livres publiés sont le fruit d'enquêtes et de recherches qu'elle a mené dans les domaines de la sociologie et de l'histoire, plus précisément sur les sociétés kurdes en exil et en guerre ainsi que sur l'histoire kurde.

### Liste des Œuvres
- L’amour ne peut être limité ! Si tu aimes bats toi (Sevgiye sınır koyamazsınız! Seviyorsan savaş), 1998, éditions Medya, Suède, 244 pages.
- Le mouvement national de libération de Koçgiri (Koçgiri ulusal kurtuluş hareketi), 1999, éditions APEC, Suède, 272 pages.
- Les prisonniers de leurs passions (Tutkular ve tutsaklar), 2000, éditions Peri, Istanbul, 384 pages.
- Les voyageurs de l’Ararat – trafic humain, exil et asile (Ararat yolcuları - insan ticareti, göç, mültecilik), 2005, éditions Peri, Istanbul, 228 pages.
- Jugement féminin (Kadınca yargılama), 2005, éditions Peri, Istanbul, 542 pages.
- Le kémalisme et la question nationale kurde - Tome 1 (Kemalizm ve kürd ulusal sorunu - I), 2020, éditions Sîtav, Turquie, 448 pages.
- Le kémalisme et la question nationale kurde - Tome 2 (Kemalizm ve kürd ulusal sorunu - II), 2021, éditions Sîtav, Turquie, 512 pages.
- Le kémalisme et la question nationale kurde - Tome 3 (Kemalizm ve kürd ulusal sorunu - III), 2022, éditions Sîtav, Turquie, 352 pages.
- Le kémalisme et la question nationale kurde - Tome 4 (Kemalizm ve kürd ulusal sorunu - IV), 2023, éditions Sîtav, Turquie, 896 pages.

### Recueil de poèmes
- Le cri des souvenirs - Tomes I, II, III (Awaza Serpêhatiyan I, II, III), 2004, éditions Peri, Istanbul, 119, 144 et 173 pages.

### Programs
- https://www.youtube.com/watch?v=DSf21-r9b1s
- https://www.youtube.com/watch?v=CSIvn1bpMgY
- https://www.youtube.com/watch?v=GMPXU1E13wA
- https://www.youtube.com/live/zZDR5UEM4b0
- https://www.youtube.com/watch?v=F8sleJyK5i0
- https://www.facebook.com/watch/live/?ref=watch_permalink&v=205639874846198
- https://www.youtube.com/watch?v=A2VPQ3avI6k
- https://www.youtube.com/watch?v=TQAZ14L4SKE
- https://www.youtube.com/watch?v=fRMyDYRGLMY&t=3s
- https://www.youtube.com/watch?v=m7Q1TYqoZ4o
- https://www.youtube.com/watch?v=F_ZcsZTmE7w
- https://www.youtube.com/watch?v=BIbdpwiPjsk
- https://www.facebook.com/dengtv1/videos/909387502999780/
- https://www.facebook.com/105133841600754/videos/1189105455229703/?comment_id=1190692688404313&notif_id=1647201088662734&notif_t=comment_mention&ref=notif
- https://www.facebook.com/Radio.Ashti/photos/a.506199236150987/3602075579896655/
- https://www.facebook.com/carpelmedya/videos/1180460705722298/
- https://www.facebook.com/carpelmedya/videos/1063862417420953/
- https://www.facebook.com/carpelmedya/videos/3650436135000518/
- https://www.facebook.com/carpelmedya/videos/342693503407945/
- https://www.facebook.com/Radio.Ashti/videos/biryara-dadgeha-tirk-%C3%BB-%C3%A7alakvan-ali-%C3%A7even-r%C3%AAkeft-%C3%A7ar%C5%9Fem-29012025-demjim%C3%AAr-1900-e/1133782664692510/?rdid=lcqRQBUdY5ZvWpK3
- https://www.youtube.com/watch?v=lzvewlmyIxE
- https://www.youtube.com/live/2KSMcic1Ix0
- https://www.youtube.com/live/0i_FlrNfVy4
- https://www.youtube.com/watch?v=10Lrk0ZMU3g
- https://www.facebook.com/share/p/19V7FPruCZ/